# Gjøran Tefre
Gjøran Tefre (25 novembre 1994) è un fondista norvegese.

## Biografia
Attivo in gare FIS dal dicembre del 2010, Tefre in Coppa del Mondo ha esordito il 5 dicembre 2015 a Lillehammer (49º) e ha ottenuto il primo podio il 22 dicembre 2019 a Planica (2º); non ha preso parte a rassegne olimpiche o iridate.

## Palmarès

### Coppa del Mondo
- Miglior piazzamento in classifica generale: 57º nel 2020
- 2 podi (1 individuale, 1 a squadre):
  - 2 secondi posti